# Poedinok
Poedinok (russisk: Поединок) er en sovjetisk spillefilm fra 1957 af Vladimir Petrov.

## Medvirkende
- Nikolai Komissarov som Sjulgovitj
- Andrej Popov som Vasilij Nazanskij
- Juirj Puzyrjov som Georgij Romasjov
- Mikhail Nazvanov som Vladimir Nikolajev
- Irina Skobtseva som Aleksandra Nikolajeva